# 7th Armoured Division
La 7th Armoured Division (7ª Divisione corazzata) era una formazione meccanizzata britannica che si distinse in numerose campagne durante la seconda guerra mondiale; in particolare, schierata fin dall'inizio della guerra sul fronte libico-egiziano, si guadagnò una formidabile reputazione di efficienza, combattività e esperienza di guerra nel deserto, partecipando a tutte le principali battaglie su quel teatro bellico nel periodo 1940-1943. Soprannominati i "Topi del deserto" (Desert Rats), i suoi reparti erano rispettati e temuti dalle abili forze tedesche dell'Afrikakorps e dai Carristi, Bersaglieri e Paracadutisti del Regio Esercito Italiano.
Come parte dell'Esercito Britannico in Egitto, la divisione si chiamava originariamente Divisione Mobile o Forza Mobile (Egitto) ed era una delle due formazioni corazzate create in Gran Bretagna prima della guerra per studiare nuove tattiche corazzate. Durante quel periodo il comando della divisione era affidato al maggior generale Percy Hobart, molto stimato come esperto di tattiche corazzate.
Con lo scoppio della guerra nel settembre 1939 la divisione cambiò nome da Divisione Corazzata (Egitto) a 7ª Divisione Corazzata il 16 febbraio del 1940.

## Storia

### Fondazione
Gli elementi della futura 7ª Divisione Corazzata arrivarono in Vicino Oriente nel 1938, per incrementare il numero di forze britanniche in Egitto.
La 'Forza Mobile' era stata stanziata a 120 Km a Ovest di Alessandria. Formata dalla Brigata di Cavalleria del Cairo, che comprendeva tre reggimenti corazzati, 7º, 8º e 11º Ussari, più il 1º Royal Tank Regiment, 3º Reggimento Royal Horse Artillery, una compagnia del Royal Army Service Corps e un'unità di ambulanze da campo, cui era stato aggregato un battaglione del King's Royal Rifle Corps. Il primo comandante fu il generale Percy Hobart, famoso per aver creato i Funnies per l'invasione della Normandia. Hobart era un esperto di guerra corazzata e vide che le sue truppe erano state preparate correttamente per combattere nel deserto, anche se avevano materiali scarsi.

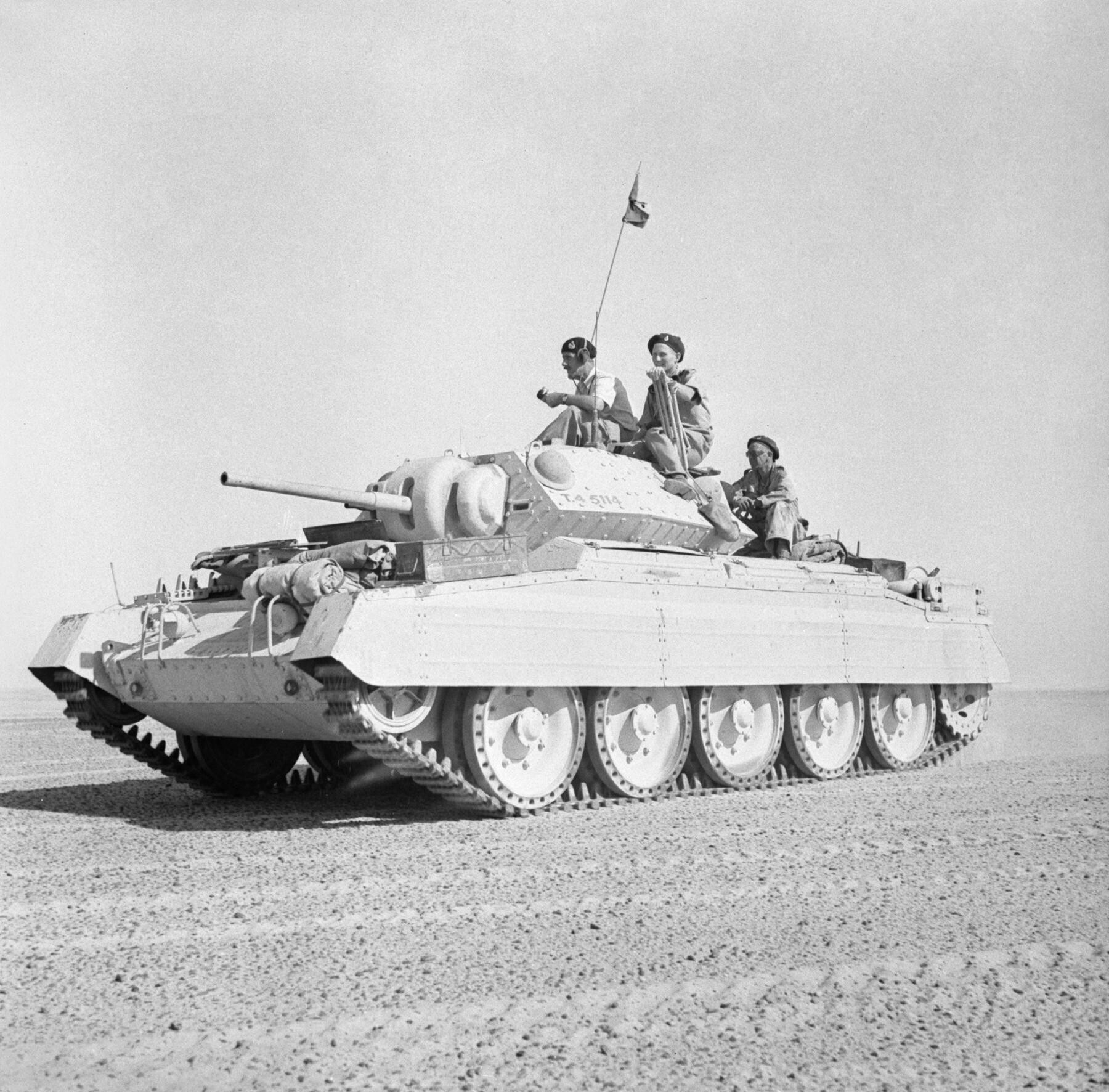
Un carro da "crociera" Crusader in marcia nel deserto.

All'inizio in Egitto esistevano solo due unità, una la 7ª Corazzata e l'altra la 4ª Divisione fanteria anglo-indiana, sostituita più tardi dalla 6ª Divisione di fanteria australiana. Le due divisioni furono il nucleo fondamentale della futura Western Desert Force (WDF), Forza del Deserto Occidentale.
Nell'autunno 1940, Winston Churchill inviò significativi rinforzi alle truppe britanniche schierate in Egitto; in particolare arrivarono (dopo un lungo viaggio per la rotta del Capo), tre nuovi reggimenti corazzati (2º e 6º Royal Tank Regiment, dotati di carri medi Cruiser; e 7º Royal tank Regiment, equipaggiato con i carri pesanti da fanteria Matilda) che permisero di raddoppiare la forza della 7ª Divisione corazzata, costituendo due brigate corazzate distinte (la 7ª leggera con i tre reggimenti Ussari, e la 4ª pesante con tre reggimenti corazzati del Royal Tank Regiment).

### Nord Africa
Nel mese di dicembre del 1939 il generale Hobart fu sostituito dal generale Michael O'Moore Creagh.
La divisione doveva avere 220 carri armati ma all'inizio della guerra (prima dei rafforzamenti inviati da Churchill nell'autunno 1940) ne erano presenti solo 65.
Il 16 febbraio 1940 la 'Divisione Mobile' cambiò nome e divenne la 7ª Divisione Corazzata. Il simbolo divisionale, un Topo del Deserto, era stato adottato all'incirca nello stesso tempo del cambiamento di nome. Il simbolo, un Jerboa, era stato disegnato dalla moglie del comandante della divisione, dopo una visita allo Zoo del Cairo.
Dopo la dichiarazione di guerra italiana del 10 giugno 1940, la Western Desert Force era apparentemente in inferiorità numerica, ma i soldati italiani non si dimostrarono molto combattivi, i mezzi meccanici nemici erano scarsi e di modeste qualità, i comandi italiani diedero cattiva prova, e così la prima campagna del deserto terminò con un grande successo britannico: furono catturati quasi 130.000 prigionieri fino al febbraio 1941.

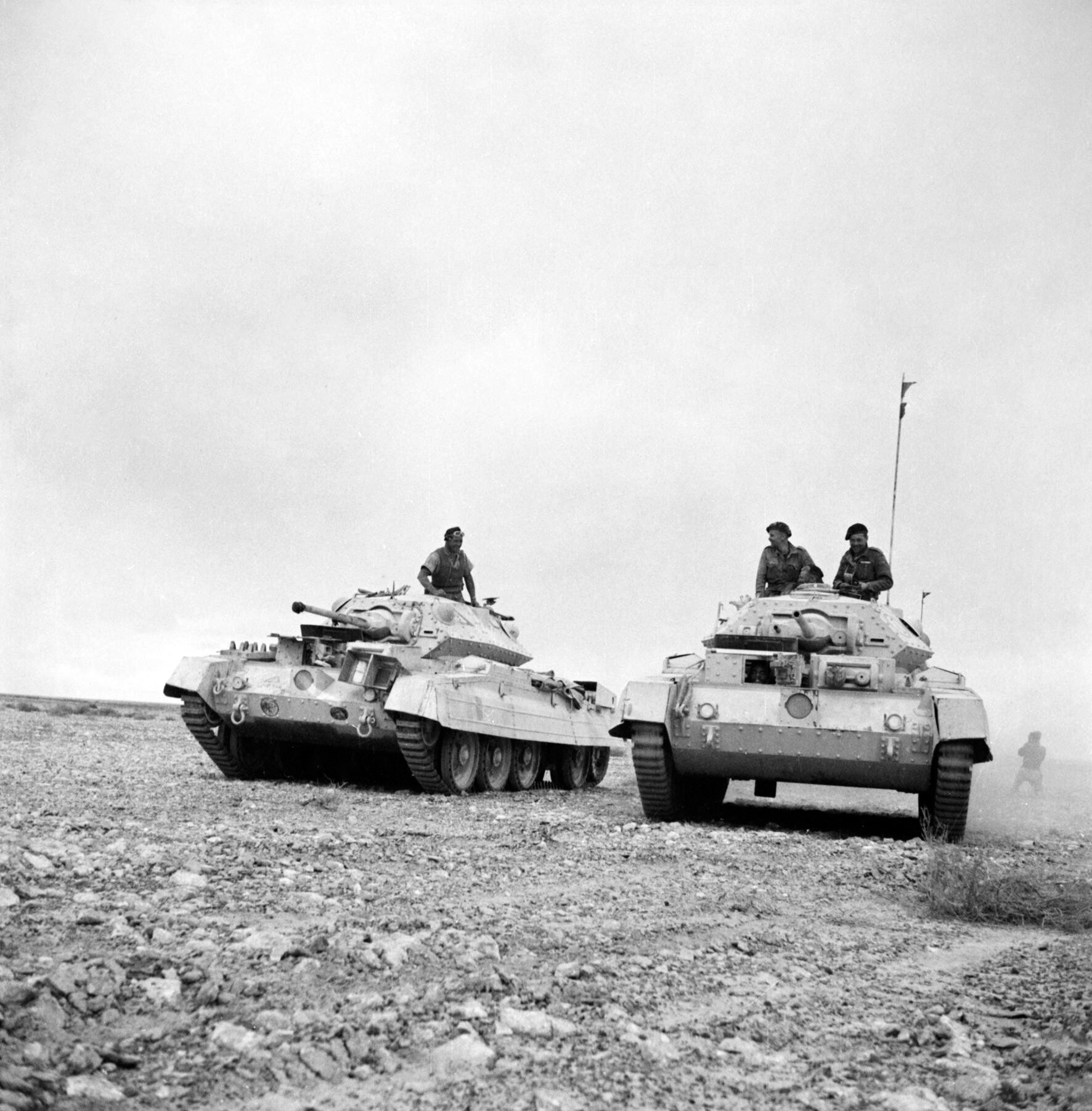
Due carri armati Crusader della 7ª Divisione corazzata nel settembre 1941 nel deserto libico.

Durante la ritirata Italiana del 1941 il comandante della WDF, Richard O'Connor, diede l'ordine alla divisione di muoversi a sud dello Jebel Akhdar e tagliare fuori le forze italiane a Beda Fomm, mentre forze australiane incalzavano il nemico verso Ovest. Dopo aver respinto un contrattacco dei carri armati italiani della Brigata "Babini" a Mechili (distruggendo otto carri M13/40 italiani al costo di un solo Cruiser e sei carri leggeri), la 7ª Divisione Corazzata proseguì in profondità per isolare le forze nemiche; poiché i carri armati non potevano andare a grandi velocità, la manovra fu effettuata da un reparto di avanguardia mobilissimo (la "Combe Force") di autoblindo, artiglieria motorizzata e fanteria in sole 30 ore.

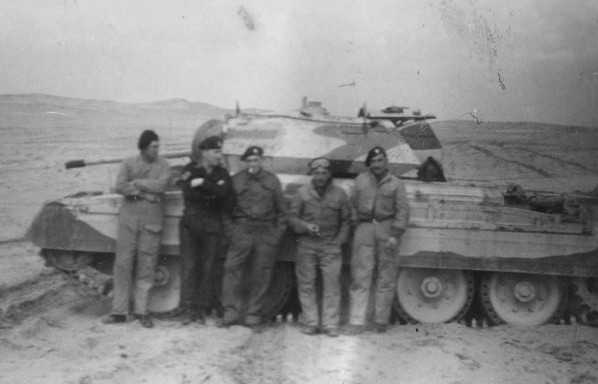
L'equipaggio di un carro "Cruiser" della 7ª Divisione corazzata nel deserto libico nel 1941.

Il 6 e il 7 febbraio 1941 a Beda Fomm, mentre le "Combe Force" sbarrava la strada con i suoi mezzi leggeri e i cannoni anticarro, una trentina di carri armati Cruiser della 4ª Brigata corazzata (1º e 2º Royal Tank Regiment) colpirono sul fianco le colonne italiane e respinsero i disordinati tentativi dei carri armati italiani di sfondare; al costo di sole tre perdite, i carri armati britannici rivendicarono oltre 50 carri nemici distrutti.
La battaglia a Beda Fomm si concluse con la vittoria totale britannica e completò la distruzione della Decima Armata Italiana.
Le forze italiane si erano dimostrate così deboli che Hitler decise di inviare rinforzi ai suoi alleati, l'Afrika Korps, sotto il comando del generale Erwin Rommel.
La WDF si trasformò in XIII Corpo d'armata, una delle parti dell'Ottava Armata. La 7ª Divisione Corazzata, molto indebolita dopo le incessanti battaglie e avanzate, venne temporaneamente ritirata in Egitto per riequipaggiarsi, e nel frattempo le forze italo-tedesche passarono alla controffensiva respingendo nuovamente i britannici fino a Tobruk e al confine libico-egiziano.

A partire dal giugno 1941, 7ª Divisione Corazzata, completamente ricostituita e al comando dell'energico e rispettato generale William Gott, rientrò in campo partecipando con distinzione alla deludente Operazione Battleaxe e soprattutto alla grande Operazione Crusader del novembre 1941 che, dopo alterne vicende, si concluse con una sofferta vittoria britannica e con la riconquista della Cirenaica.

Durante questa battaglia, la divisione corazzata, costituita ora da tre brigate corazzate (4ª, 7ª e 22ª) e equipaggiata con 470 carri armati leggeri e medi (Stuart e Crusader) costituì la punta di lancia dell'attacco e si scontrò, durante una serie di confuse e cruente "mischie" corazzate contro i panzer dell'Afrikakorps e contro i più deboli carri armati italiani (che, inquadrati nella Divisione Ariete, si batterono coraggiosamente nella battaglia di Bir el Gobi, riuscendo inizialmente a respingere la 22nd Armoured Brigade).
Dopo aver perso nel gennaio 1942, la 7ª Brigata corazzata (trasferita in Birmania), la divisione corazzata, ridotta a due brigate meccanizzate, prese quindi parte a tutte le successive battaglie in Africa Settentrionale, comprese le due battaglie di El Alamein (Prima e Seconda), più la Battaglia di Alam Halfa. Partecipò anche alle operazioni in Tunisia nel 1943.

### Italia
La divisione non faceva parte della forza per la liberazione della Sicilia, ma fu utilizzata molto intensamente nella battaglia per la liberazione dell'Italia. Il 15 settembre 1943 venne mandata a Salerno per respingere pesanti contrattacchi tedeschi, in quel periodo faceva parte del X Corpo inglese all'interno della Quinta armata statunitense sostenuta dalla 46ª Divisione britannica, andando in direzione di Napoli e liberando la città. I Topi del Deserto, che erano abituati a combattere nel deserto, si trovarono in difficoltà nelle strade italiane. Grazie alla divisione, che disponeva di equipaggiamento da ponte, molte unità alleate riuscirono ad attraversare il fiume Volturno.

### Europa del Nord

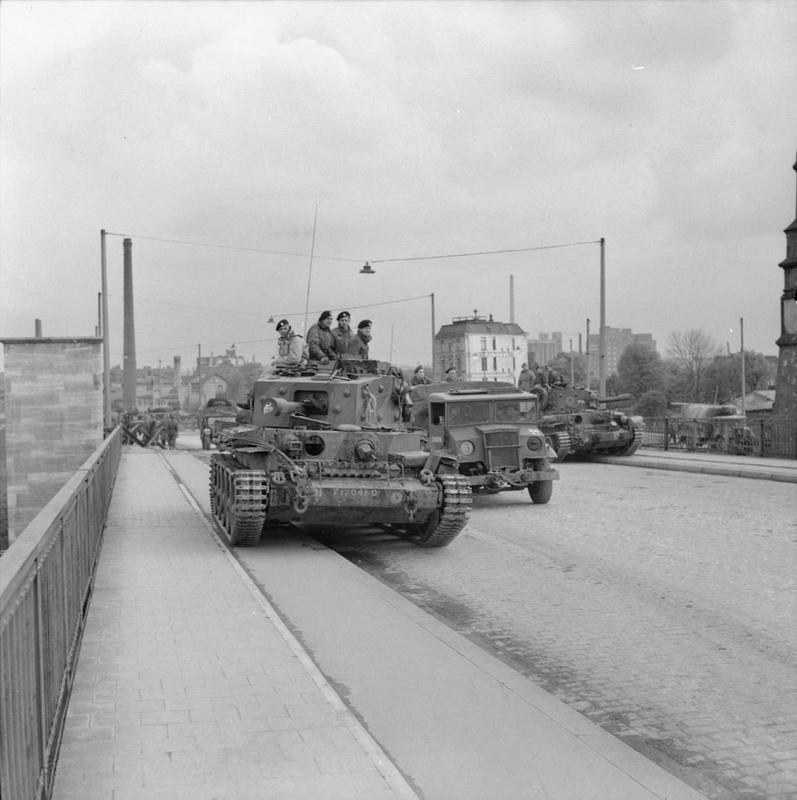
Un carro armato Cromwell della 7ª Divisione corazzata britannica nelle vie di Amburgo nel maggio 1945.

La divisione prese parte anche alla campagna in Europa del 1944-45; dopo essere sbarcata in Normandia già nei primi giorni dopo il D-Day (6 giugno 1944), la famosa formazione corazzata inglese partecipò a tutte le fasi della dura battaglia per la conquista di Caen. Durante questi scontri con le temute Panzerdivision tedesche non ottenne sempre i risultati sperati, venendo respinta a Villers-Bocage e partecipando con gravi perdite alla fallita Operazione Goodwood.
Dopo lo sfondamento statunitense del fronte di Normandia (Operazione Cobra), anche la 7ª Divisione corazzata partecipò all'inseguimento generale dei resti in rotta dell'esercito tedesco dell'Ovest ed entrò rapidamente in Belgio (settembre 1944). Durante la campagna finale la divisione si mise nuovamente in mostra e terminò vittoriosamente la guerra nel maggio 1945 nella Germania Nord-occidentale conquistando il grande porto di Amburgo.